# Juvénile (organisme)

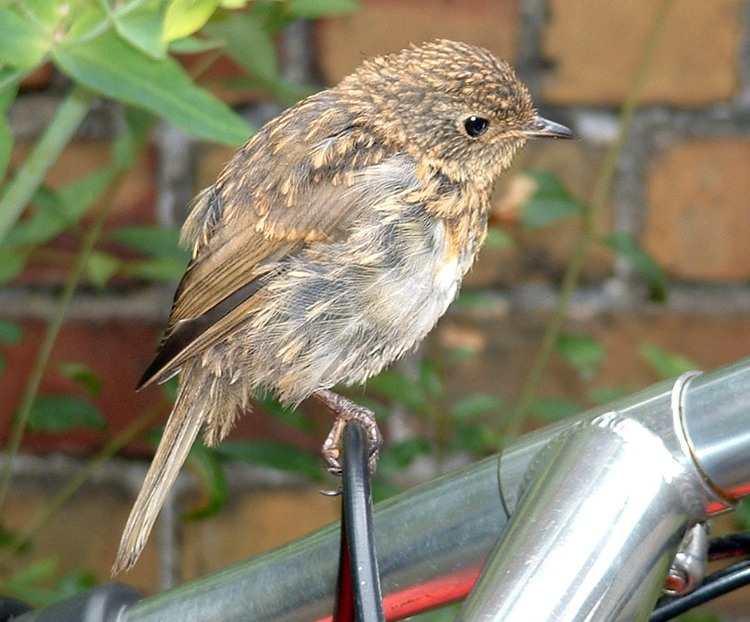
Rouge-gorge juvénile.

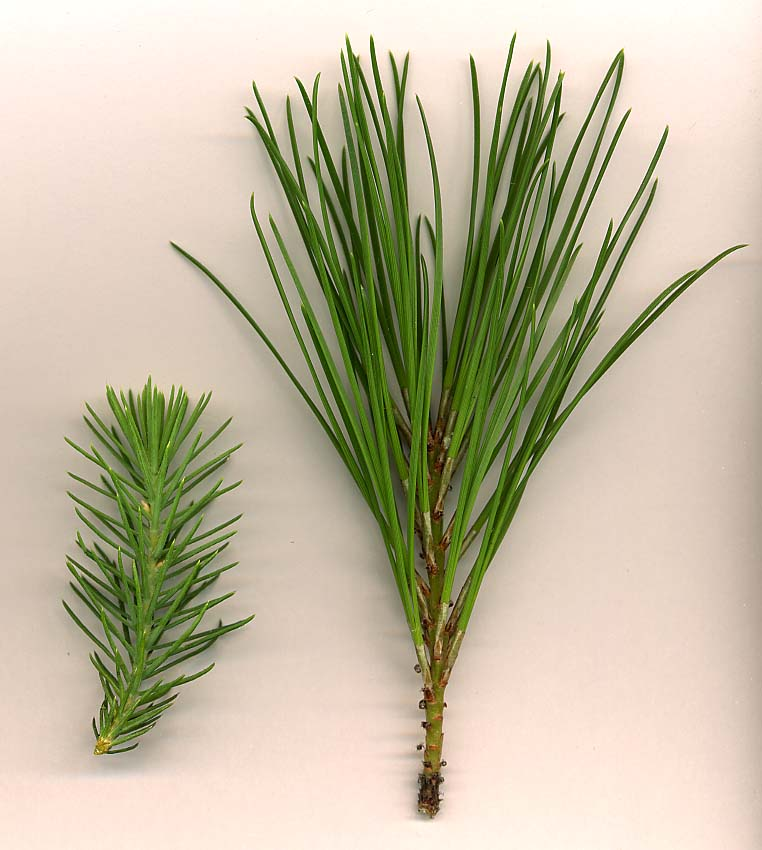
Pin parasol au stade juvénile (tige à aiguilles isolées glauques) et adulte (aiguilles groupées en rosettes).

Un juvénile (du latin juvenilis,  « jeune ») est un organisme vivant ou un organe qui n'a pas atteint le stade adulte, sa maturité sexuelle ou sa taille maximale. Son degré de ressemblance avec l'adulte est plus ou moins prononcé.
Les écologues parlent également de stade ou phase juvénile.

## Botanique
La juvénilité chez les plantes (état végétatif des plantes avant qu'elles ne commencent à fleurir) présente des traits juvéniles caractéristiques (forme des feuilles marquée par une hétérophyllie, aptitude à l'enracinement de boutures, vigueur de la croissance). Elle est souvent associée chez les ligneux à une grande aptitude aux diverses formes de multiplication végétative, ce qui peut en faire de bonnes espèces pionnières.
Il est possible de favoriser ce stade juvénile en sélectionnant les plantes qui possèdent des gènes individuels de juvénilité prolongée.

## Zoologie
Chez les animaux, notamment "à métamorphose", le développement comprend le stade embryonnaire, le stade larvaire, le stade juvénile et le stade adulte.
Chez certains insectes, il existe cependant un stade dit chrysalide, pupe ou cocon pendant lequel s'effectuent les transformations majeures vers le stade adute.
De même chez les animaux, la juvénilisation est un processus qui prolonge une phase juvénile et retarde l'apparition des caractères adultes. Ce terme est notamment utilisé pour le dernier stade des arthropodes et des amphibiens, appelé imago.